# Albo d'oro del Giffoni Film Festival
Fino all'edizione del 1995, il Giffoni Film Festival è stato suddiviso in un'unica sezione; a partire dall'edizione 1996, i premi sono stati denominati "Grifoni", divisi in "Grifone d'oro", "d'argento" e "di bronzo". Successivamente, sono state organizzate differenti sezioni ("Free To Fly", "Schermi d'infanzia", "La finestra sul cortile", "First screens", "Y Gen").
Nel seguente albo d'oro non sono riportati i premi speciali della giuria, o quelli assegnati dal direttore artistico, ma solo le sezioni principali, in ordine di tipologia di premio.

## Miglior film

### Sezione unica
- 1971 - Goodbye Mr. Chips (1969), regia di Herbert Ross (USA, Gran Bretagna)
- 1972 - Batman (1966), regia di Leslie H. Martinson (USA)
- 1973 - In tre verso l'avventura (1971), regia di Pino Passalacqua (Italia)
- 1974 - I figli chiedono perché (1972), regia di Nino Zanchin (Italia)
- 1975 - Il venditore di palloncini, regia di Mario Gariazzo (Italia)
- 1976 - La linea del fiume, regia di Aldo Scavarda (Italia)
- 1977 - Abbasso tutti, viva noi, regia di Luigi Mangini (Italia)
- 1978 - Stringimi forte papà, regia di Michele Massimo Tarantino (Italia)
- 1979 - La carica delle patate, regia di Walter Santesso (Italia)
- 1980 - Il Signore degli Anelli, regia di Ralph Bakshi (USA)
- 1981 - Occhio alla penna, regia di Michele Lupo (Italia)
- 1982 - La rebelión de los pájaros, regia di Lluís Josep Comerón (Spagna)
- 1983 - Il principe dei sette mari (Der Prinz hinter den sieben Meeren), regia di Walter Beck (Repubblica Democratica Tedesca)
- 1984 - Operación chocolate, regia di José Alcalde Garayoa (Venezuela)
- 1985 - Da uomo a uomo (De hombrea hombre), regia di Ramón Fernández (Spagna)
- 1986 - Un'estate dentro una conchiglia (Poletje v skoljki), regia di Tugo Stiglic (Yugoslavia)
- 1987 - Il coraggio di parlare, regia di Leandro Castellani (Italia)
- 1988 - Bel colpo amico! (Big Shots), regia di Robert Mandel (USA)
- 1989 - Il puledro (El verano del potro), regia di André Mélançon (Canada, Argentina)
- 1990 - Corsa di primavera, regia Giacomo Campiotti (Italia)
- 1991 - La prigione (Kazyonnyy dom), regia di Albert S. Mkrtchyan (URSS)
- 1992 - Frida - Straight from The Heart (Frida - med hjertet i hånden), regia di Berit Nesheim (Norvegia)
- 1993 - Marie, regia di Marian Handwerker (Belgio, Francia, Portogallo)
- 1994 - Oltre il cielo (Høyere enn himmelen), regia di Berit Nesheim (Norvegia)
- 1995 - Libero di volare (Clockwork Mice), regia di Vadim Jean (Gran Bretagna)
- 1996 - The Whole Of The Moon, regia di Ian Mune (Nuova Zelanda, Canada)

### Free to Fly
- 1997 - Cries of Silence, regia di Avery Crounse (USA)
- 1998 - Basta guardare il cielo (The Mighty), regia di Peter Chelsom (USA)
- 1999 - Amy, regia di Nadia Tas (Australia)
- 2000 - Il cielo cade, regia di Andrea e Antonio Frazzi (Italia)
- 2001 - Jimmy Grimble (There's Only One Jimmy Grimble), regia di John Hay (Gran Bretagna)
- 2002 - Fratelli di sangue (Scars), regia di Lars Berg (Norvegia)
- 2003 - Wondrous Oblivion, regia di Paul Morrison (Gran Bretagna)
- 2004 - 4th Floor (Planta 4ª, regia di Antonio Mercero (Spagna)
- 2005 - Voci innocenti (Voces inocentes), regia di Luis Mandoki (Messico)
- 2006 - We Shall Overcome (Drømmen), regia di Niels Arden Oplev (Danimarca)
- 2007 - Michou d'Auber, regia di Thomas Gilou (Francia)
- 2008 - Leroy, regia di Armin Voelckers (Germania)

### Schermi d'infanzia
- 1996 - The Princess From The Pond, regia di Zenek Troska (Repubblica Ceca)
- 1997 - Tic Tac, regia di Rosa Vergés (Spagna)
- 1998 - Paulie - Il pappagallo che parlava troppo (Paulie), regia di John Roberts (USA)

### First Screens
- 1999 - Le ali di Katja (Falkehjerte), regia di Lars Hesselholdt (Danimarca)
- 2000 - Juvenile, regia di Takashi Yamazaki (Giappone)
- 2001 - Avventura nello spazio - Race to Space (Race To Space), regia di Sean McNamara (USA)
- 2002 - Attenti a quei tre (Klatretøsen), regia di Hans Fabian Wullenweber (Danimarca)
- 2003 - A.A.A.Achille, regia di Giovanni Albanese (Italia)
- 2004 - Daniel e la gara dei supercani (Daniel & the Superdogs), regia di André Mélançon (Canada, Gran Bretagna)
- 2005 - Duma, regia di Carroll Ballard (USA)
- 2006 - The Wild Soccer Bunch 3 (Die wilden Kerle 3 - Die Attacke der biestigen Biester!), regia di Joachim Masannek (Germania)
- 2007 - Kidz in da Hood (Förortsungar, 2006), regia di Catti Edfeldt e Ylva Gustavsson (Svezia)
- 2008 - Red Zora (Die rote Zora), regia Peter Kahane (Germania)

### La finestra sul cortile
- 1999 - Travolgimi (Emporte-moi), regia di Léa Pool (Canada, Svizzera, Francia)
- 2000 - The Cry of the Butterfly (1999), regia di Frank Strecker (Germania)
- 2001 - Ali bruciate (Around The Fire, 1998), regia di John Jacobsen
- 2002 - Julietta (2001), regia di Christoph Stark (Germania)

### Y Gen
- 2003 - Sognando Mombasa (One-Way Ticket to Mombasa o Menolippu Mombasaan, 2002), regia di Hannu Tuomainen (Finlandia)
- 2004 - Bonjour Monsieur Shlomi (Ha-Kochavim Shel Shlomi, 2003), regia di Shemi Zarhin (Israele)
- 2005 - I ragazzi del Reich (Napola), regia di Dennis Gansel (Germania)
- 2006 - C.R.A.Z.Y., regia di Jean-Marc Vallée (Canada)
- 2007 - Keith, regia di Todd Kessler (USA)
- 2008 - Blind (2007), regia di Tamar van den Dop (Paesi Bassi)

### Kidz
- 2004 - The Wild Soccer Bunch (Die wilden Kerle - Alles ist gut, solange du wild bist!), regia di Joachim Masannek (Germania)
- 2005 - The Wild Soccer Bunch 2 (Die wilden Kerle 2), regia di Joachim Masannek (Germania)
- 2006 - Lassie (2005), regia di Charles Sturridge (Gran Bretagna)
- 2007 - Mid Road Gang (Ma mha 4 khaa khrap), regia di Pantham Thongsangl e Somkait Vituranich (Thailandia)
- 2008 - La storia di Leo, regia di Mario Cambi (Italia)

## Miglior film d'animazione

### Kidz
- 2005 - The Golden Blaze, regia di Bryon E. Carson (USA)

## Miglior cortometraggio

### Sezione unica
- 1980 - I ragazzi del sud (Italia)
- 1981 - Tramwasser, regia di Jörg Grünler (Germania Federale)
- 1982 - Deaf Like Me, regia di Jim Caller (USA)
- 1983 - The Electric Grandmother (1982), regia di Noel Black (USA)

### Free to Fly
- 2001 - O Branco, regia di Ângela Pires e Liliana Sulzbach (Brasile)
- 2002 - Treitum, regia di Javier Ruiz Caldera (Spagna)
- 2004 - Il corridoio, regia di Vittorio Badini Confalonieri (Italia)
- 2005 - Gabriel, regia di Cherie Knot (Australia)
- 2006 - Vincent, regia di Giulio Ricciarelli
- 2007 - Lo sguardo ritrovato, regia MArco Ottavio Graziano (Italia)
- 2008 - Felix, regia di Andreas Utta (Germania)

### Schermi d'infanzia
- 1998 - Puppies For Sale, regia di Ron Krauss (USA)
- 2000 - Il bambino con la pistola, regia di Monica Zapelli e Federico Cagnoni (Italia)
- 2003 - DEF, regia di Ian Clark (Gran Bretagna)

### Preludi
- 1999 - Teis and Nico, regia di Henrik Ruben Genz (Danimarca)

### First Screens
- 2000 - John Henry, regia di Mark Henn (USA)
- 2001 - The Shark and the Piano, regia di Alessandro Carloni e Gabriele Pennacchioli (Germania)
- 2002 - War Game, regia di Dave Unwin (Gran Bretagna)
- 2003 - Heterogenic, regia di Raimondo Della Calce e Primo Dreossi (Italia)
- 2004 - Una vita in fumo, Gianluca Fratellini (Italia)
- 2005 - Tadeo Jones, regia di Enrique Gato (Spagna)
- 2006 - Chess (Schack), regia di Pernilla Hindsefelt (Svezia)
- 2007 - Filiz in Flight, regia di Sylke Rene Meyer (Germania)
- 2008 - Bulli si nasce, regia di Massimo Cappelli (Italia)

### La finestra sul cortile
- 2000 - Queiro ser, regia di Florian Gallenberger (Germania, Messico)
- 2001 - Black and White (Sorthvit, 2000), regia di Peter Norlund
- 2002 - Emergency Exit (2001), regia di Dennis Bots (Paesi Bassi)

### Y Gen
- 2003 - Greenhorn, regia di Michael Kreuz  (Germania)
- 2004 - Stealing Innocence, regia di Nancy Montuori Stein (USA)
- 2005 - Life (Jai vida), regia di Ariel Zylbersztejn (Messico)
- 2006 - Lizanne, regia di Lars-Gunnar Lotz (Germania)
- 2007 - Little Man (Lille mand), regia di Esben Tønnesen (Danimarca)
- 2008 - La ritirata, regia di Elisabetta Bernardini (Italia)

### Kidz
- 2003 - Heterogenic, regia di Raimondo Della Calce e Primo Dreossi (Italia)
- 2004 - Iver, regia di Christian Lo (Norvegia)
- 2005 - Dancing Darlings (Tanzmäuse), regia di Maen Erdmann (Germania)
- 2006 - Rabbit (Kanin), regia di Jonas Felixson (Svezia)
- 2007 - For All the Marbles, regia di Kris Booth (Canada)
- 2008 - Oma's Quilt, regia di Izabela Bzymek (Canada)

### Sguardi inquieti
- 2006 - Compito in classe, regia di Daniele Cascella (Italia)
- 2007 - Little Martin (Le petit Martin), regia di Violaine Bellet (Francia)

### Troubled Gaze
- 2008 - Benigno, regia di Francesco Benigno (Italia)

### MyGiffoni
- 2010 - Antiora, regia di Giuseppe Rossi (Italia)
- 2016 - Cell, regia di Alessandro Damiani (Italia)

## Gran premio della giuria

### Free to Fly
- 2003 - Together with You (He ni zai yi qi, 2002), regia di Kaige Chen (Cina)
- 2004 - The Wooden Camera (2003), regia di Ntshaveni Wa Luruli (Francia, Gran Bretagna, Sudafrica)
- 2005 - Dear Frankie, regia di Shona Auerbach (Gran Bretagna)
- 2006 - Mia madre (Äideistä parhain, 2005), regia di Klaus Härö
- 2007 - Michou d'Auber, regia di Thomas Gilou (Francia)
- 2008 - The Black Baloon, regia di Elissa Down (Australia)

### Y Gen
- 2003 - One-Way Ticket to Mombasa (Menolippu Mombasaan, 2002), regia di Hannu Tuomainen (Finlandia)
- 2004 - Certi bambini, regia di Andrea e Antonio Frazzi (Italia)
- 2005 - Zhoorek, regia di Ryszard Brylski (Polonia)
- 2006 - Pingpong, regia Matthias Luthardt (Germania)
- 2007 - Eagle vs Shark, regia di Taika Cohen (Nuova Zelanda)
- 2008 -  Blind (2007), regia di Tamar van den Dop (Paesi Bassi)

## Miglior attore protagonista

### Sezione unica
- 1993 - Alessandro Sigogna, per Marie, regia di Marian Handwerker  (Belgio, Francia, Portogallo)
- 1994 - Micheael Stevens, per The Return of Tommy Tricker, regia di Michael Rubbo (Canada)
- 1995 - Ruiadhri Conroy, per Clockwork Mice, regia di Vadim Jean (Gran Bretagna)
- 1996 - Toby Fisher, per The Whole Of The  Moon, regia di Ian Mune (Nuova Zelanda, Canada)

### Free To Fly
- 1997 - Kevin Bacon, per Un autunno fra le nuvole (Diggin to China), regia di Timoty Hutton (USA)
- 1998 - Chris Marquette, per Tic Code (The Tic Code), regia di Gary Winick (USA)
- 1999 - Jeremy James Kissner, per A Dog of Flanders, regia di Kevin Brodie (USA)
- 2000 - Frankie Muniz, per Il mio cane Skip (My Dog Skip), regia di Jay Russell (USA)
- 2001 - Rajmund Onodj, per Jurij, regia di Stefano Gabrini (Italia)

## Miglior attrice protagonista

### Sezione unica
- 1993 - Marie Gillain, per Marie, regia di Marian Handwerker  (Belgio, Francia, Portogallo)
- 1994 - Inger Lise WinJeVoll, per Beyond The Sky, regia di Berit Nesheim (Norvegia)
- 1995 - Laura Rico, per The Girl of Your Dreams, regia di Jesus R. Delgado (Spagna, Francia)
- 1996 - Nikki Si'Ulepa, per The Whole Of The  Moon, regia di Ian Mune (Nuova Zelanda, Canada)

### Free To Fly
- 1997 - Erin Buchan, per Cries of Silence, regia di Avery Crounse (USA)
- 1998 - Polly Draper, per Tic Code (The Tic Code), regia di Gary Winick (USA)
- 1999 - Alana De Roma, per Amy, regia di Nadia Tas (Australia)
- 2000 - Veronica Niccolai, per Il cielo cade, regia di Andrea e Antonio Frazzi (Italia)
- 2001 - Karolina Sawka, per In Desert and Wilderness (W pustyni i w puszczy), regia di Gavin Hood

## Miglior spettacolo teatrale

### Il posto delle favole
- 2006 - La grande prova di Pesciolino Azzurro, della Compagnia Manomagia di Catania (Italia)
- 2007 - Pulcinella e la cassa magica, della Compagnia degli Sbuffi di Castellamare di Stabia (Italia)